# Шауэрберг
Шауэрберг (нем. Schauerberg) — община в Германии, в земле Рейнланд-Пфальц. Входит в состав района Юго-западный Пфальц. Подчиняется управлению Вальхальбен. Население 197 чел. Занимает площадь 4,08 км².